# Fort GW IX „Brunner”
Fort GW IX „Brunner" – dwuwałowy ześrodkowany pancerny fort główny Twierdzy Przemyśl, o konstrukcji betonowo-ziemnej, znajdujący się obok miejscowości Ujkowice.
Zbudowany w latach 1892–1894 według projektu płk inż. Maurycego von Brunnera. W latach 1892–1900 nadal modernizowany na fort ześrodkowany opancerzony główny. Po II oblężeniu Twierdzy Przemyśl wysadzony w powietrze w 1915 roku. Rozebrany w latach 1920–1930. 

## Literatura
- „Zabytki architektury i budownictwa w Polsce. Nr 33. Województwo przemyskie", Warszawa 1998, ISBN 83-86334-57-6